# 聖米夜
『聖米夜』（せいまいや）は、米米CLUBの9枚目のアルバムであり、企画アルバム。1992年12月10日発売。発売元はSony Records。

## 解説
石井竜也プロデュースによる米米初のクリスマス・アルバムは60万枚の完全限定生産。シングル「ORION」と同時発売された。フォトスタンド、ハンカチ、CDケースと一体化した石井作の絵本「わすれかた おしえます」がCDと共に同梱されている。
バンド名が「KOME KOME C-LOVE」と表記されている。これは、「Christmas LOVE」あるいは「Cが好き」という意味だという。
タイトルは「聖米夜」＝「せいまいや」＝「精米屋」という駄洒落であるという。

## 参加ミュージシャン
米米CLUB
- 小野田安秀
- 石井竜也
- 大久保謙作
- 得能律郎
- 坂口良治
- 金子隆博
- 金子美奈子
- 天ヶ谷真利

## 収録曲
全作詞・作曲・編曲：米米CLUB（特記を除く）
| #         | タイトル                      | 作詞      | 作曲          | 編曲                  | 時間  |
| --------- | ----------------------------- | --------- | ------------- | --------------------- | ----- |
| 1.        | 「ありがとうの星」            | -         | BIG HORNS BEE | BIG HORNS BEE         | 3:26  |
| 2.        | 「Christmas Honeymoon」       | 米米CLUB  | 米米CLUB      | 奈良部匠平            | 5:42  |
| 3.        | 「ORION」                     | 米米CLUB  | 米米CLUB      | 奈良部匠平 & 米米CLUB | 5:42  |
| 4.        | 「ガラスの月」                | -         | 林部直樹      | 三沢またろう          | 4:47  |
| 5.        | 「夜はおシャレに」            | 米米CLUB  | 米米CLUB      | 得能律郎              | 3:59  |
| 6.        | 「ごきげんよう! PARTY NIGHT」 | 米米CLUB  | 米米CLUB      | 奈良部匠平 & 米米CLUB | 5:27  |
| 7.        | 「WITH YOU」                  | 米米CLUB  | 米米CLUB      | 金子隆博              | 4:40  |
| 8.        | 「スノーボール」              | 米米CLUB  | 米米CLUB      | 金子隆博              | 4:34  |
| 9.        | 「Prayer」                    | 米米CLUB  | 米米CLUB      | 林部直樹              | 5:02  |
| 10.       | 「しあわせになれ」            | 石井竜也  | 石井竜也      |                       | 4:27  |
| 合計時間: | 合計時間:                     | 合計時間: | 合計時間:     | 合計時間:             | 47:46 |

### 楽曲解説
1. ありがとうの星
インストゥルメンタル楽曲。
2. Christmas Honeymoon
3. ORION
  - 14thシングル。
4. ガラスの月
  - サポートメンバーのマチコ（菅木真知子）のソロ曲。
  - ドラマ『素顔のままで』のサウンドトラック『ICTL~K2C produce』（1992年）にInstrumental版が収録されており、ブックレット末にこの曲の原曲は1990年のライブ『SHARISHARISM  ART WORK』（ART UP編）で演奏されたInstrumental曲「パット ミセテネー」だと記されている。
5. 夜はおシャレに
6. ごきげんよう! PARTY NIGHT
  - 14thシングルのカップリング曲。
7. WITH YOU
  - 14thシングルのカップリング曲。
8. スノーボール
  - 曲中の台詞パートにはマイケル富岡が特別参加している。
9. Prayer
10. しあわせになれ
  - フラッシュ金子とミナコの結婚記念にファンクラブ会員を招待して行われたイベント「Octave Symphony」で披露された石井の弾き語りによるライブテイク。